# غروس لونير
غروس لونير (بالإنجليزية: Gross Lohner)‏ هو أحد جبال سلسلة جبال الألب البرنية ويقع في كانتون برن في سويسرا. يحتل المرتبة رقم 195 في قائمة جبال سويسرا من حيث الارتفاع، إذ يبلغ ارتفاعه حوالي 3049 متر، بينما يبلغ ارتفاع نتوء الجبل 560 متر، هذا وقد سجل أول وصول لقمة الجبل عام 1875.